# Glasrijk Tubbergen
Glasrijk Tubbergen is een jaarlijks internationale kunstmanifestatie in Tubbergen.
Op verschillende binnen- en buitenlocaties, verspreid over Tubbergen, tonen kunstenaars beeldende kunstobjecten, installaties, design en glas in lood. Dit is het grootste evenement in Nederland rond het thema glas.
Het evenement vindt zijn oorsprong in de bijzondere gebrandschilderde glas-in-loodramen van de familie Nicolas in de plaatselijke Sint-Pancratiusbasiliek.
Jaarlijks komen er 15.000 tot 20.000 bezoekers om de werken van bekende glaskunstenaars te bewonderen.

## Externe link

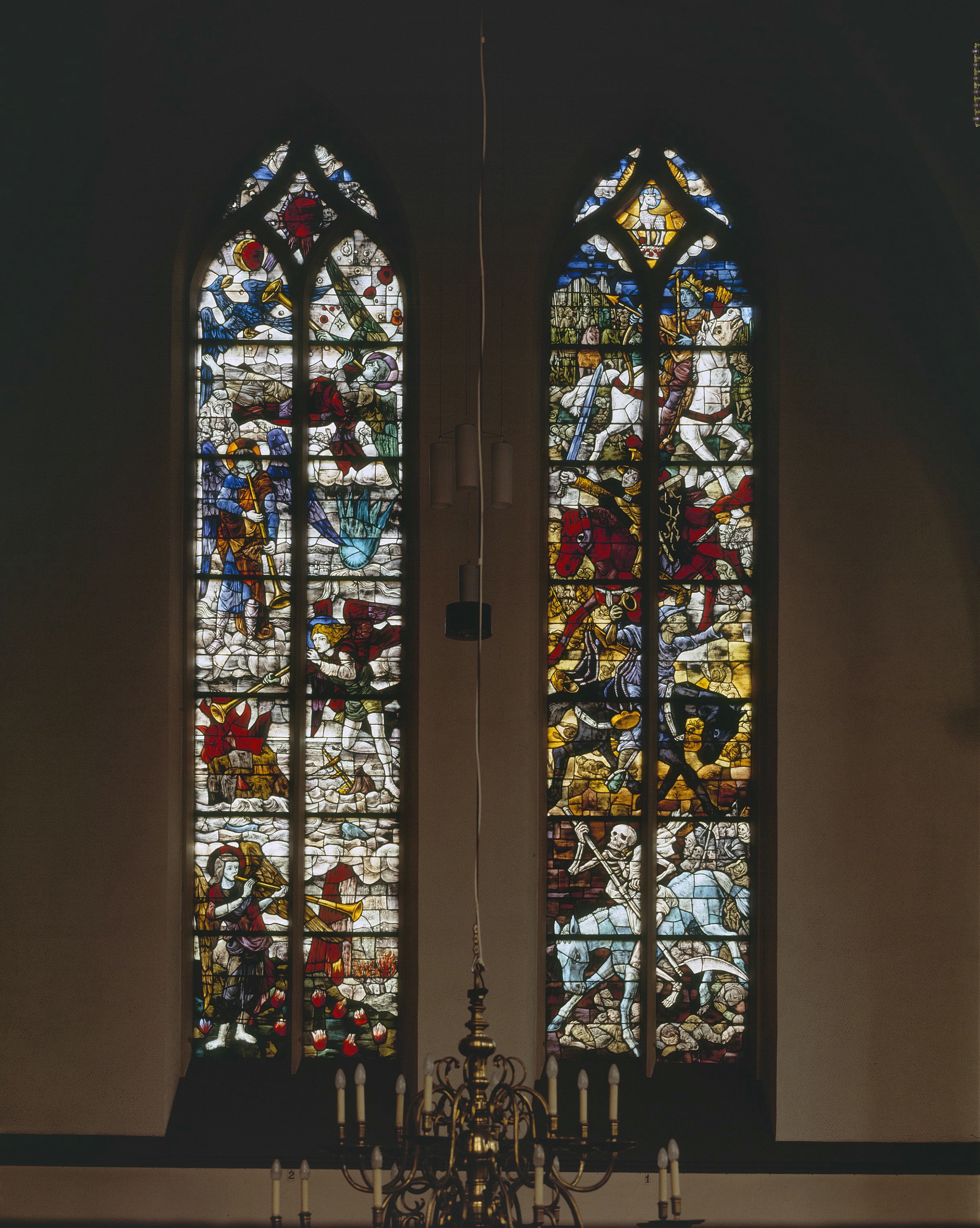
gebrandschilderd en geëtste glas-in-loodramen in de Sint-Pancratiusbasiliek Tubbergen